# Vystrel
Khóa học Vystrel (tiếng Nga: Курсы «Выстрел») là tên gọi phổ biến của các khóa đào tạo sĩ quan của Lực lượng vũ trang Liên Xô, sau này là một phần của Lực lượng Vũ trang Liên bang Nga, nằm ở Solnechnogorsk. Khóa đào tạo trong một năm, với chương trình giảng dạy huấn luyện chiến thuật bộ binh cho các sĩ quan chỉ huy và chính trị cấp tiểu đoàn hoặc trung đoàn của Hồng quân Liên Xô, sau đó là quân đội Liên Xô, cũng như sĩ quan quân sự từ các nước khối Xã hội chủ nghĩa.

## Lịch sử
Trường bộ binh cao cấp dành cho cán bộ chỉ huy của Hồng quân Công Nông được thành lập vào tháng 11 năm 1918 thay cho Trường sĩ quan bộ binh Oranienbaum của Quân đội Đế quốc Nga. Thuật ngữ Vystrel vừa là một từ tiếng Nga có nghĩa là "bắn", vừa là một từ ghép từ cụm từ "chiến thuật bộ binh cao cấp"  (Высшая тактическо-стрелковая школа -  Выстрел).
Nhiệm vụ của trường là đào tạo sĩ quan cho bộ binh, nhưng cũng tham gia nghiên cứu và phát triển vũ khí và xây dựng tài liệu đào tạo. Khóa học được mở hai kỳ một năm trong thời gian 5 tháng rưỡi, đào tạo các chỉ huy đại đội trong tương lai. Trong thập kỷ tồn tại đầu tiên của nó, 6.000 sĩ quan đã tốt nghiệp từ đây, với sĩ số trung bình khoảng 300 học viên trong các năm thập niên 1920 và 1930. Năm 1932, khóa học được chia thành hai khoa, một cho chiến thuật bộ binh và một cho chiến thuật cơ giới; sau đó được tách thành 2 trường một năm sau đó. Năm 1936 Vystrel mở rộng để bao gồm các khóa học cho các chỉ huy cấp tiểu đoàn và trung đoàn.
Ngày 26 tháng 12 năm 1926, tiểu đoàn huấn luyện của Khóa học chiến thuật bộ binh được dùng làm cơ sở cho việc thành lập Trung đoàn súng trường số 2 thuộc Sư đoàn súng trường vô sản Moskva thuộc Quân khu Moskva. Năm 1929, Vystrel bổ sung một khóa đào tạo bắn tỉa vào cơ cấu của nó.
Sau khi Chiến dịch Barbarossa nổ ra năm 1941, các khóa học viên được sơ tán từ Solnechnogorsk của Moskva Oblast đến Kyshtym ở Chelyabinsk Oblast với các phân nhánh của các khóa học cũng được tổ chức ở Gorky, Ulyanovsk, Sverdlovsk, Novosibirsk, Arkhangelsk và Ordzhonikidze. Trong chiến tranh, hơn 200 cựu học  viên của Vystrel đã nhận được danh hiệu Anh hùng Liên Xô (trong đó có tám người đã nhận được 2 lần) và hàng nghìn người nhận được những huân huy chương các loại.
Sau chiến tranh, các khóa học tập trung phân tích kinh nghiệm chiến đấu và triển khai các bài học kinh nghiệm vào việc đào tạo các cán bộ tương lai. Từ những năm 1950, Vystrel được mở rộng đào tạo cho các sĩ quan từ Khối Warszawa và các nước đồng minh, chẳng hạn như Nam Tư, Trung Quốc, Việt Nam, Mông Cổ, Ấn Độ, Ai Cập, Syria, Algérie, Angola, Cuba, Nicaragua, Triều Tiên v.v... Năm 1974, một khóa đào tạo cho các quan sát viên quân sự gìn giữ hòa bình của Liên hợp quốc đã được bổ sung vào Vystrel. Việc đào tạo các sĩ quan nước ngoài được tiếp tục sau khi Liên Xô sụp đổ, bao gồm cả việc đào tạo cho các sứ mệnh gìn giữ hòa bình.
Ngày 1 tháng 11 năm 1998, Vystrel được kết hợp với Học viện Quân sự Frunze và Học viện Thiết giáp Malinovsky để tạo thành Học viện quân binh chủng hợp thành Lực lượng Vũ trang Liên bang Nga, theo một nghị định của chính phủ Liên bang Nga. Dưới sự bảo trợ của Học viện, các khóa Vystrel cũ được tổ chức thành Trung tâm Huấn luyện Sĩ quan Vystrel.
Trung tâm huấn luyện Vystrel đã bị bãi bỏ trong cuộc cải tổ quân đội Nga năm 2009.

## Chỉ huy
Dưới đây là các đời chỉ huy trưởng Vystrel:
- Nikolay Filatov (1918–1922)
- Pavel Pavlov (1922–1923)
- Nikolay Kuibyshev (1923–1925)
- Grigory Khakhanyan (1925–1927)
- Ivan Smolin (1927–1929)
- Kirill Stutzka (1929–1932)
- Konstantin Goncharuk (1932–1935)
- Leonty Ugryumov (1935–1936)
- Komdiv Aleksandr Inno (1936–1937)
- Đại tá Lev Sosedov (diễn xuất, 1937–1938)
- Komdiv Andrey Smirnov (1938–1940)
- Thiếu tướng Viktor Kosyakin (1940–1941)
- Thiếu tướng Sergey Smirnov (1941–1945; thăng Trung tướng tháng 1 năm 1944)
- Thượng tướng Max Reyter (1946–1950)
- Đại tướng Georgy Zakharov (1950–1953)
- Thượng tướng Afanasy Beloborodov (1953–1954)
- Nguyên soái Liên Xô Kirill Meretskov (1954–1955)
- Trung tướng Pyotr Sobennikov (1955–1959)
- Thượng tướng Ivan Lyudnikov (1959–1963)
- Đại tướng Yakov Kreyzer (1963–1969)
- Trung tướng David Dragunsky (1969–1986; thăng Thượng tướng tháng 11 năm 1970)
- Đại tướng Fedot Kryvda (1986–1987)
- Thượng tướng Ivan Gashkov (1987–1988)
- Thượng tướng Leonid Generalov (1988–1991)
- Đại tướng Vladimir Shuralyov (1991–1992)
- Thượng tướng Viktor Novozhilov (1992–1998)
- Trung tướng Viktor Kochemasov (1998–2006) [5]

## Danh xưng chính thức
- 21 tháng 11 năm 1918: Trường huấn luyện bộ binh cao cấp dành cho cán bộ chỉ huy của Hồng quân Công Nông (Высшая стрелковая школа командного состава РККА)
- 7 tháng 6 năm 1921: Trường chiến thuật bộ binh cao cấp dành cho cán bộ chỉ huy của Hồng quân Công Nông (Высшая тактическо-стрелковая школа командного состава РККА)
- 13 tháng 10 năm 1921: Trường chiến thuật bộ binh cao cấp dành cho cán bộ chỉ huy của Hồng quân Công Nông "Quốc tế III" (Высшая тактическо-стрелковая школа команднонн состава и имени III "Коминтерна")
- 24 tháng 4 năm 1923: Trường chiến thuật bộ binh cao cấp dành cho cán bộ chỉ huy của Hồng quân Công Nông "Quốc tế III" «Vystrel» (Высшая тактическо-стрелковая школа командного состава РККА имени Коминтерна «Выстрел»)
- 9 tháng 10 năm 1924: Khóa đào tạo chiến thuật bộ binh phát triển cán bộ chỉ huy của Hồng quân Công Nông "Quốc tế III" (Стрелково-тактические курсы усовершенствования комсостава РККА имени III Коминтерна
- 10 tháng 5 năm 1932: Học viện chiến thuật bộ binh «Vystrel» (Стрелково-тактический институт «Выстрел»)
- 9 tháng 12 năm 1935: Khóa đào tạo chiến thuật bộ binh Huân chương Cờ đỏ phát triển sĩ quan bộ binh «Vystrel» "Nguyên soái Liên Xô B.M.Shaposhnikov" (Высшие стрелково-тактические Краснознамённые курсы усовершенствования офицерского состава пехоты «Выстрел» имени Маршала Советского Союза Б.М. Шапошникова)
- 1954: Trung tâm huấn luyện chiến thuật bộ binh Huân chương Lenin và Huân chương Cờ đỏ phát triển cho sĩ quan quân đội Liên Xô «Vystrel» "Nguyên soái Liên Xô B.M. Shaposhnikov" (Центральные ордена Ленина, Краснознамённые стрелково-тактические курсы усовершенствования офицерского состава Советской Армии «Выстрел» имени Маршала Советского Союза Б.М. Шапошникова)
- 11 tháng 12 năm 1963: Khóa đào tạo sĩ quan cấp cao Huân chương Lenin và Huân chương Cờ đỏ «Vystrel» "Nguyên soái Liên Xô B.M. Shaposhnikov" (Высшие офицерские ордена Ленина, Краснознамённые курсы «Выстрел» имени Маршала Советского Союза Б.М. Шапошникова)
- 1 tháng 11 năm 1998: Trung tâm đào tạo «Vystrel» thuộc Học viện Quân binh chủng hợp thành Huân chương Lenin và Huân chương Cờ đỏ của Lực lượng Vũ trang Liên bang Nga (Учебный орденов Ленина и Октябрьской Революции, Краснознамённый центр «Выстрел» Общевойсковой академии Вооружённых Сил Российской Федерации)
- 14 tháng 10 năm 2009 - Trung tâm Đào tạo «Vystrel» bị giải thể
- 10 tháng 12 năm 2011 - Bảo tàng Chiến đấu và Vinh quang Lao động «Vystrel» (Музей ратной и трудовой славы «Выстрел») được thành lập
- 19 tháng 5 năm 2015: Bộ trưởng Bộ Quốc phòng đã ký lệnh thành lập Trung tâm Huấn luyện Cán bộ Chỉ huy Lực lượng Quân đội (Центр подготовки руководящего состава соединений) kế thừa truyền thống của «Vystrel»
- 12 tháng 1 năm 2016: Trung tâm Huấn luyện Cán bộ của Bộ Chỉ huy Lực lượng Quân đội được cải tổ thành Thanh tra Lực lượng Mặt đất (Инспекция Сухопутных войск)

### Trích dẫn
1. ↑  Reese 2005, tr. 70–71.
2. ↑  "История" [History] (bằng tiếng Nga). Combined Arms Academy of the Armed Forces of the Russian Federation. Bản gốc lưu trữ ngày 12 tháng 2 năm 2020. Truy cập ngày 2 tháng 12 năm 2018.
3. ↑  "Последний "Выстрел"" [After Vystrel]. Interfax (bằng tiếng Nga). ngày 27 tháng 2 năm 2009. Truy cập ngày 2 tháng 12 năm 2018.
4. ↑  Grachev 1994, tr. 323.
5. ↑  "В.В. Кочемасов" [V.V. Kochemasov]. Krasnaya Zvezda (bằng tiếng Nga). Truy cập ngày 2 tháng 12 năm 2018.